# 木吉他：20歲之歌Acoustic
《木吉他：20歲之歌Acoustic》（韓語：어쿠스틱），是一部2010年上映的音樂愛情電影，導演俞相憲以三段式電影手法拍攝，每段都以音樂作為媒介，描述劇中主角青春的徬徨與熱情。2010釜山影展參展作品，於韓國單日預售，并創下韓國單日預售票房秒殺驚人記錄的音樂愛情電影。

## 剧情简介
第一段：罹患怪病的天才創作女歌手-世京，必須吃泡麵才能存活。想在過世前將自己的音樂留給世人，逃離了醫院，展開一場音樂人生的冒險。
第二段：尚元與海元兩兄弟，為地下樂團的吉他手與鼓手，因繳不出房租，只好忍痛變賣心愛吉他。陰錯陽差下，吉他不見了，卻在遇上麵包店老闆後，重新找回夢想的一段奇遇。
第三段：未來，音樂變成了非法物品？！少男與少女無意間撿到一只音樂手機後，用音符串起的天馬行空愛情故事。

## 演員陣容
- 申世景 飾演 創作女歌手世景
- 李宗泫 飾演 尚元
- 姜敏赫 飾演 海元
- 任瑟雍 飾演 少男
- 白珍熙 飾演 少女

## 電影原聲帶
1. Acoustic Blues 純樂
2. Out of Ward 被判死刑的花椰菜
3. The Blue Sky (Major) 花椰菜的憂鬱晴空(Major) - 晴天(金恩熙) 演唱
4. The Shadow Seesaw 花椰菜與死神的翹翹板遊戲
5. GAIA蓋亞小姐 - 想像少年
6. The Blue Sky (minor) 花椰菜的憂鬱的晴空(minor) - 晴天(金恩熙) 演唱
7. Enzu 安佐先生
8. Steppy Stuppy Queen 花椰菜女王
9. 花椰菜的危險告白 - 申世京 演唱
10. My Day 兩兄弟的一天
11. Road Concert 馬路演唱會
12. Guitar Trip 吉他的旅行
13. Walking In Sunset 漫步在日落
14. High Fly展翅高飛- CNBLUE李宗泫&姜敏赫 演唱
15. A Chance Meeting 偶然的奇遇
16. Return 2010 重回2010
17. The Raider 侵入者
18. 解脫禁錮
19. 年輕歲月狂想曲
20. L.O.V.E (Ballad ver.) 我.愛.你 - 白珍熙 演唱
21. L.O.V.E 我.愛.你 - 2AM 演唱

## 外部連結
- ACOUSTIC 木吉他：20歲之歌 （页面存档备份，存于） 
- 《ACOUSTIC 木吉他：20歲之歌》 電影原聲帶